# Coppa Comune di Livraga
La Coppa Comune di Livraga est une course cycliste italienne disputée au mois de septembre à Livraga, en Lombardie. Elle est organisée par l'US Livraga Ciclismo. 
Cette épreuve se déroule sur un circuit d'un peu plus de dix kilomètres emprunté à douze reprises.

## Palmarès partiel
| Année     | Vainqueur             | Deuxième               | Troisième              |
| --------- | --------------------- | ---------------------- | ---------------------- |
| 1954      | Carlo Favero          | Remo Tamagni           | Paolo Bozzini          |
| 1955      | Pierino Baffi         |                        |                        |
| 1956-1969 | ?                     | ?                      | ?                      |
| 1970      | Giacomo Bana          |                        |                        |
| 1971-1981 | ?                     | ?                      | ?                      |
| 1982      | Paolo Maini           |                        |                        |
| 1983-1990 | ?                     | ?                      | ?                      |
| 1991      | Ivan Cerioli (it)     |                        |                        |
| 1992      | Walter Castignola     |                        |                        |
| 1993-1996 | ?                     | ?                      | ?                      |
| 1997      | Marco Pernigotti      | Marino Zinelli         | Marco Cecconi          |
| 1998-2001 | ?                     | ?                      | ?                      |
| 2002      | Stefano Cavallari     | Paride Grillo          | Giacomo Vinoni         |
| 2003      | Giacomo Vinoni        | Giovanni Carini        | Marco Corsini          |
| 2004      | Gianluca Moi          | Daniele Callegarin     | Davide Clerici         |
| 2005      | Diego Nosotti         | Alessandro Formentelli | Denis Sosnovshcenko    |
| 2006      | Matteo Scaroni        | Rafael Infantino       | Giovanni Carini        |
| 2007      | Matteo Scaroni        | Gianluca Massano       | Luca Locatelli         |
| 2008      | Matteo Scaroni        | Paolo Tomaselli        | Marco Zanotti          |
| 2009      | Edoardo Costanzi      | Enrico Venturini       | Marco Depetris         |
| 2010      | Andrea Guardini       | Manuel Capillo         | Cristian Rossi         |
| 2011      | Nicola Ruffoni        | Alberto Gatti          | Marco Amicabile        |
| 2012      | Marlen Zmorka         | Damiano Cima           | Michele Scartezzini    |
| 2013      | Andrea Dal Col        | Niccolò Bonifazio      | Davide Locatelli       |
| 2014      | Alfio Locatelli       | Matteo Tripi           | Riccardo Minali        |
| 2015      | Matteo Moschetti      | Leonardo Bonifazio     | Attilio Viviani        |
| 2016      | Stefano Moro          | Andrei Voicu           | Leonardo Fedrigo       |
| 2017      | Imerio Cima           | Gianmarco Begnoni      | Manuel Todaro          |
| 2018      | Gianmarco Begnoni     | Davide Ferrari         | Ahmed Galdoune         |
| 2019      | Carloalberto Giordani | Daniele Cazzola        | Elia Menegale          |
| 2020-2021 | non disputé           | non disputé            | non disputé            |
| 2022      | Tommaso Nencini       | Samuel Quaranta        | Bernardo Angiolini     |
| 2023      | Simone Piccolo        | Stefano Rizza          | Giovanni Maria Morello |
| 2024      | Davide Basso          | Riccardo Lorello       | Andrea Sergiampietri   |